# País en vies de desenvolupament

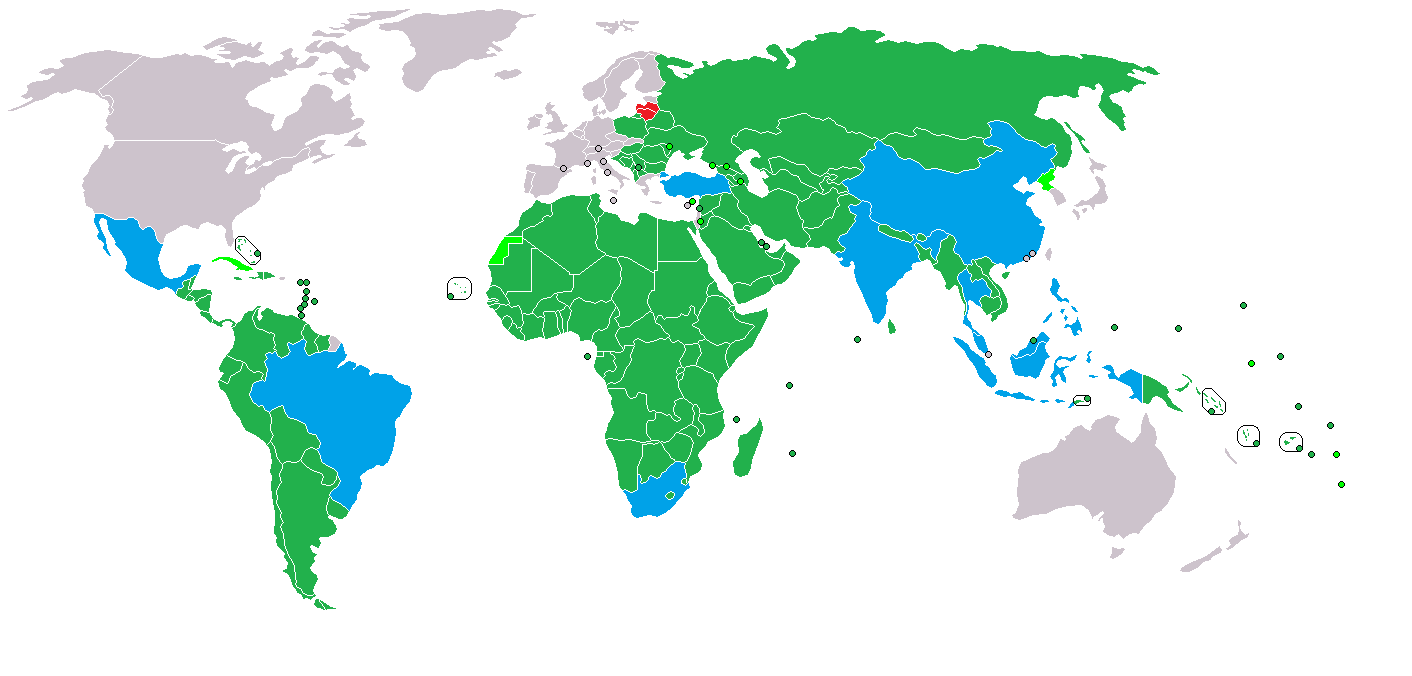
Economies en desenvolupament, segons l'FMI
Economies en desenvolupament fora de l'abast de l'FMI
Passant a economia desenvolupada

Un país en vies de desenvolupament és una nació amb un estàndard de vida més baix, una base industrial subdesenvolupada i un baix Índex de Desenvolupament Humà (IDH) en relació amb els altres països (els anomenats desenvolupats). Per altra banda, des de finals del 1990 els països en vies de desenvolupament tendeixen a mostrar taxes de creixement superiors als desenvolupats. No hi ha un criteri universal acordat que determini quins països es poden considerar en vies de desenvolupament davant dels països desenvolupats, encara que hi ha una referència general de punts segons el PIB d'una nació per capita que permet comparar les nacions. No s'ha de confondre el terme de país en vies de desenvolupament amb el de país menys desenvolupat.
Hi ha crítiques a l'ús del terme país en desenvolupament. El terme implica inferioritat d'un país en desenvolupament o país subdesenvolupat en comparació amb un país desenvolupat, terme que a molts països no els agrada. Pressuposa un desig de desenvolupament segons el model econòmic tradicional occidental que alguns països, com Cuba i Bhutan, decideixen no seguir. Una mesura alternativa que s'ha suggerit és la de la Felicitat Interna Bruta, que mesura la satisfacció real de les persones en lloc de com d'industrialitzat és un país.
Els països amb les economies més avançades que les altres nacions en vies de desenvolupament, però que encara no han demostrat ser un país desenvolupat, sovint es classifiquen sota el terme de països recentment industrialitzats.
Segons autors com Walt Whitman Rostow, els països en desenvolupament estan en una transició d'estils de vida des de la tradicionals a la forma de vida moderna, procés que es va iniciar en la revolució industrial en els segles XVIII i xix.